# M72 LAWに関連する作品の一覧

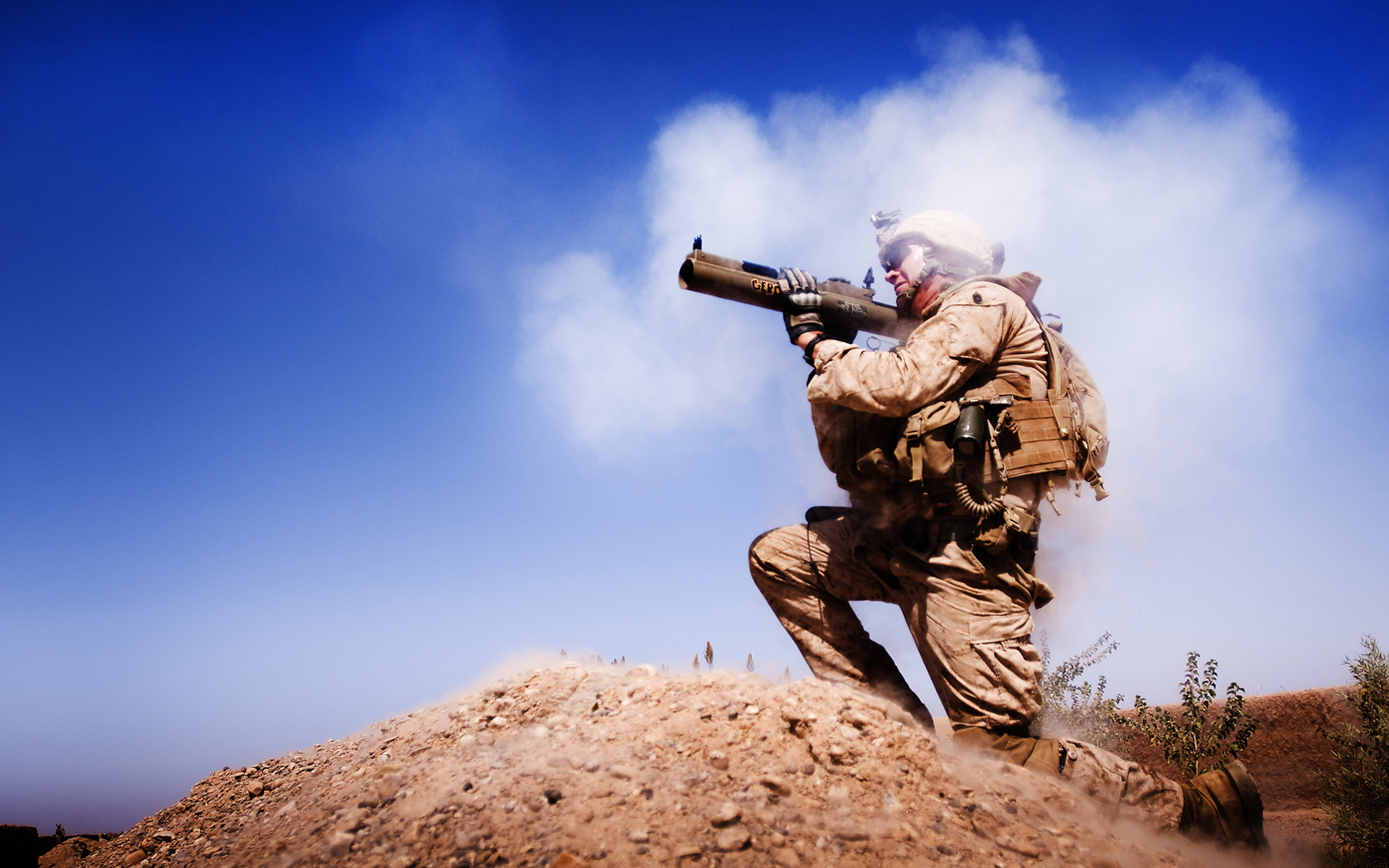
M72 LAWを構えるアメリカ海兵隊員

M72 LAWに関連する作品の一覧（M72 LAWにかんれんするさくひんのいちらん）は、アメリカ合衆国で開発された対戦車ロケット弾、M72 LAWに関連する作品の一覧である。
小型軽量だが大きな威力を持つことから相手に大ダメージを与える切り札的な武器として登場することが多く、爆発シーンはM72から発射されたロケット弾によって起きることも少なくない。

## 映画
『DEAD OR ALIVE 犯罪者』
哀川翔と竹内力の決闘の際に登場。
『あぶない刑事』
主犯格である傭兵の豹藤が使用。運転中に運転席の窓から外に出して後ろに向けて発射し、追跡してきたパトカーを1台破壊する。
『またまたあぶない刑事』
主人公たちが武器の調達のために立ち寄った、暴力団の武器庫の中にあった武器の1つとして登場。町田刑事が最終決戦に持っていこうとするが、女性と会う約束をしていた時間が迫っていたことで同行しなかったため、使用はされなかった。しかし、町田刑事は急いで女性に会いに行くため、そのまま持って行ってしまう。
『ギララの逆襲/洞爺湖サミット危機一発』
北海道に出現したギララに対して、ロシア大統領が考案した、「ポロニウム210毒殺作戦」において、ロシアの工作員がギララに、ポロニウム210を注入するのに使用した。

『ゴジラシリーズ』
『ゴジラvsスペースゴジラ』
Gフォースの結城少佐が、対ゴジラ用特殊弾頭を装填して所持する。
『ゴジラvsデストロイア』
架空の警視庁特殊部隊「SUMP」が、デストロイア幼体との戦闘時に使用し、1体を撃破する。

『地獄のデビルトラック』
暴走したトラックを何台か破壊する。実物とは違い、無反動砲のように後部からロケット弾を再装填して何度も使用している。
『昭和歌謡大全集』
ミドリ会のオバサン連中が少年グループに向けて砲撃し、3名を爆殺する。
『戦国自衛隊』
戦国時代にタイムスリップした自衛隊の装備として、「ロケットランチャー」の名称で登場。敵陣の門を吹き飛ばすなどの活躍を見せる。射手が真後ろに障害物があるのにもかかわらず、バックブラストを考慮せずに射撃するシーンがある。なお、実際の自衛隊はM72 LAWを採用していない。
『戦争の犬たち』
主人公のシャノン率いる傭兵部隊の黒人兵士たちが使用。小説版ではRPG-7を使用。
『ゾーン・オブ・ザ・デッド』
『ターミネーター:ニュー・フェイト』
サラ・コナー（リンダ・ハミルトン）が使用。
『ダーティハリー3』
ギャング団が軍の倉庫から初期型を強奪。最後にハリーがギャング団リーダーに向け発射。
『ティアーズ・オブ・ザ・サン』
Navy SEALsのシルクとスローが所持、フリーとレイクが使用。
『トイ・ソルジャー』
鐘塔の見張りが保安官のパトカーに向かって発射。腹心のアメリカ人が軍のヘリに発射を試みるが、射殺されてしまう。
『トゥルーライズ』
「真紅のジハード」リーダー、アジズが主人公、ハリー・タスカーに向けて発射するが避けられ、そのまま後ろに駐車していたタンクローリーを破壊し、大爆発を引き起こす。
『ネイビー・シールズ』
『ビバリーヒルズ・コップ2』
誤射で強盗団のトレーラーを破壊する。
『フォーリング・ダウン』
ネオナチから奪った物を主人公が使用。
『ブラックホーク・ダウン』
第75レンジャー連隊のトム・ディトマソ中尉がA3を使用してソマリア民兵のテクニカルを吹き飛ばす。
『プラトーン』
バーンズ軍曹が夜間戦闘の際に使用する。
『フルメタル・ジャケット』
アメリカ海兵隊が建物に潜むベトコン狙撃兵を倒すためにA2を使用する。
『ポリス・ストーリー3』
麻薬王チャイバの手下がタイ将軍の私設キャンプに対して撃ち込む。フィリピンでのロケのため、実物が登場する。
『ランボー』
廃坑に立てこもった主人公のジョン・ランボーを包囲した州兵が廃坑の入り口に向かって使用。
『ランボー/怒りの脱出』
ソ連の駐ベトナム軍事顧問団のポドフスキー中佐が操縦するMi-24 ハインドを撃墜するために主人公、ジョン・ランボーが使用。

## テレビドラマ・オリジナルビデオ
『NCIS 〜ネイビー犯罪捜査班』
シーズン1の第21話「潜入捜査」に登場。
『S.A.S. 英国特殊部隊』
ボスニアにてSASが使用。
『俺がハマーだ!』
主人公が、犯人の立てこもったビルに対して使用。
『少女コマンドーIZUMI』
主人公がOPなどで使用。
『真・仮面ライダー 序章』
クライマックスにて、ISSの警備隊員が飛行するヘリコプターのキャビンから、地上にいる仮面ライダーシンやCIAの特殊部隊に対して使用する。
『西部警察シリーズ』
『西部警察 PART-II』
『西部警察 PART-III』
日本全国縦断ロケで犯人側が西部署の大門軍団に対して使用。ただし、実物では不可能な再装填をしている場面がある。
『大激闘マッドポリス'80』
『特命刑事』

## アニメ・漫画
『オメガ7―自衛隊特殊部隊』
架空の自衛隊特殊部隊「オメガ7」内の主人公のチームが、ポル・ポト派の追撃をかわすため、対人攻撃に使用する。
『シティーハンター』
槇村香が使用するが、前後逆に構えて発射してしまうシーンがある。
『ジャングルの王者ターちゃん』
ハンターがターちゃん暗殺に使用。ハンターの1人が射手の真後ろに立ち、発射炎を浴びて黒焦げになるギャグシーンがある。
『新ゲッターロボ』
第2話で防衛庁特殊兵器管理センターを襲撃した神隼人率いる革命組織の1人が所持。ただ1人生き残り、逃げようとしたセンター職員を吹き飛ばそうと構えるも、直後に隼人の投げナイフによって殺されたため、事なきを得る。
『バランサー』
第1話でディノが麻薬栽培施設の監視塔を攻撃する際に使用。
『めだかボックス アブノーマル』
宗像 形が使用、発砲する前に人吉 善吉に破壊される。
『ルパン三世シリーズ』
『ルパン三世 盗まれたルパン 〜コピーキャットは真夏の蝶〜』
冒頭にて、次元大介が高速道路を寸断するために2発使用する。
『ルパン三世 東方見聞録 〜アナザーページ〜』

## 小説
『ARIEL』
自衛隊によるSCEBAI接収時に74式戦車の集団を突破するため、岸田博士から美亜に大量に渡され、乱射するハメに陥る。
『五分後の世界』
主人公の小田桐や準国民兵士、アンダーグラウンド軍の兵士が使用する。オールドトウキョウのスラムでは子供でも扱えるらしい。
『ゼロの使い魔』
トリステイン魔法学院に1基保管されており、「破壊の杖」と呼ばれている。アニメ版および漫画版でも登場する。
『チェックメイト・キング』
東京で行われる先進国首脳会議へのテロに使用された。

## ゲーム
『Just Cause』
「RPG M-112」の名称で登場する。
『Killing Floor』
最高の威力と値段を誇る武器として登場。実物とは異なり、再装填が可能。
『Operation Flashpoint: Cold War Crisis』
アメリカ軍陣営の対戦車ロケット手兵科で使用可能なロケットランチャーとして「LAW Launcher」の名称で登場する。
『Project Reality（BF2）』
ベトナム戦争時のアメリカ軍・アメリカ海兵隊の対戦車兵器としてM72が登場。また、現代戦装備として同様のアメリカ軍・アメリカ海兵隊に対戦車兵器としてM72A6が登場する。
『Wargame Red Dragon』
NATO陣営のアメリカ軍デッキ、自衛隊デッキで使用可能な対戦車兵器として登場する。
『グランド・セフト・オートシリーズ』
『GTAIII』『GTA:VCS』に登場。プレイヤーが持てる武器の中では最大級の威力を誇る（ほかのシリーズではRPG-7がこのポジションに付いている）。
『コール オブ デューティ ブラックオプス』
キャンペーンでは主人公らアメリカ軍が使用する。ゾンビモードではミステリーボックスから取得できる。マルチプレイでは何故か敵の航空機に対してロックオンが可能。
『バトルフィールド ベトナム』
アメリカ陸軍・アメリカ海兵隊・グリーンベレー・南ベトナム軍で使用可能。
『メタルギアシリーズ』
『MGS4』『MGSPW』
上記の2作品に対戦車兵器として登場。